# Heiligenleichnam
Heiligenleichnam ist ein Ortsteil der Gemeinde Nobitz im ostthüringischen Landkreis Altenburger Land ungefähr 7 km südlich der Kreisstadt Altenburg. Der Ort befindet sich auf der Gemarkung von Lehndorf.

## Geografie
Der Ort liegt am rechten Oberhang des Pleißentales, eingegrenzt von Feldern. Angrenzende Orte sind in der Gemeinde Nobitz im Süden Zehma, im Westen Lehndorf und Gardschütz sowie im Norden Mockern. Östlich grenzt die Ortslage Greipzig des Ortsteiles Ehrenberg der Stadt Altenburg an den Ort. Die geographische Höhe des Ortes beträgt 225 m ü. NN.

## Geschichte
Der Ort entstand ab dem Fronleichnamsfest im Jahr 1434. Nach einer Sage wurde an diesem Tag von einem Schuhknecht aus der Kirche St. Bartholomäi in Altenburg eine Hostie gestohlen und an dem späteren Ort versteckt. Weiterhin heißt es, dass diese trotz mehrfachen Rücktransports nach Altenburg immer wieder an diesen Platz zurückkehrte, deswegen baute man dort eine Kapelle und es entstand der Wallfahrtsort. Die Kapelle zerfiel aufgrund des schlechten baulichen Zustandes um das Jahr 1539. Im ausgehenden 16. Jahrhundert wurde sie abgetragen, andere Quellen meinen, dass kaiserliche Soldaten die Reste der Kapelle 1632 niederbrannten. Sakrale Gegenstände kamen ins Georgenstift nach Altenburg, die Gemälde nach Bornshain.
Heiligenleichnam gehörte zum wettinischen Amt Altenburg, welches ab dem 16. Jahrhundert aufgrund mehrerer Teilungen im Lauf seines Bestehens unter der Hoheit folgender Ernestinischer Herzogtümer stand: Herzogtum Sachsen (1554 bis 1572), Herzogtum Sachsen-Weimar (1572 bis 1603), Herzogtum Sachsen-Altenburg (1603 bis 1672), Herzogtum Sachsen-Gotha-Altenburg (1672 bis 1826). Bei der Neuordnung der Ernestinischen Herzogtümer im Jahr 1826 kam der Ort wiederum zum Herzogtum Sachsen-Altenburg. Nach der Verwaltungsreform im Herzogtum gehörte er bezüglich der Verwaltung zum Ostkreis (bis 1900) bzw. zum Landratsamt Altenburg (ab 1900). Das Dorf gehörte ab 1918 zum Freistaat Sachsen-Altenburg, der 1920 im Land Thüringen aufging. 1922 kam es zum Landkreis Altenburg.
Im Jahr 1923 wurde Heiligenleichnam nach Lehndorf eingemeindet. Bei der zweiten Kreisreform in der DDR wurden 1952 die bestehenden Länder aufgelöst und die Landkreise neu zugeschnitten. Somit kam Heiligenleichnam als Ortsteil von Lehndorf mit dem Kreis Altenburg an den Bezirk Leipzig, der seit 1990 als Landkreis Altenburg zu Thüringen gehörte und 1994 im Landkreis Altenburger Land aufging. Mit dem Aufgehen der Gemeinde Lehndorf in der Einheitsgemeinde Saara wurde Heiligenleichnam am 1. Januar 1996 ein Ortsteil dieser Gemeinde, bis diese wiederum am 31. Dezember 2012 zu Nobitz kam.

## Infrastruktur
Durch den Ort verläuft die Kreisstraße 207 von Lehndorf, mit Anschluss an die B 93, nach Mockzig, wo die L 2462 Richtung Ehrenhain zur B 180 führt.